# Jacopo Guarnieri
Jacopo Guarnieri (Vizzolo Predabissi, provincia de Milán, 14 de agosto de 1987) es un ciclista italiano que fue profesional entre 2008 y 2024.

## Historia
Se convirtió en profesional a finales de 2008 enrolándose en el equipo Liquigas y desde 2012 compite por el Astana. En 2015 fichó por el conjunto Team Katusha. 

## Biografía
Dotado de un fuerte potencial, Jacopo Guarnieri posee un bello palmarés en categoría juniors. Como amateur, antes de su paso a profesionales, ya destacó en carreras profesionales consiguiendo victorias en el Circuito de Porto-Trofeo Averdi, una etapa del Tour de Olympia y el Trofeo Alcide Degasperi en 2007; y el ZLM Tour y una etapa del Giro de las Regiones en 2008.

## Palmarés

### Ruta
2007
- Trofeo Alcide Degasperi

2008
- La Popolarissima

2009
- 1 etapa del Tour de Polonia

2010
- 1 etapa del Tour de Polonia
- 1 etapa del Circuito Franco-Belga

2011
- 1 etapa de los Tres Días de La Panne

### Pista
2008
- Campeonato de Italia de persecución por equipos (con Alex Buttazzoni, Davide Cimolai, Gianni Da Ros y Elia Viviani)
- Campeonato de Italia en madison (con Alex Buttazzoni)

2009
- Campeonato de Italia de persecución por equipos (con Daniel Oss, Davide Cimolai y Elia Viviani)

## Resultados en Grandes Vueltas y Campeonatos del Mundo
| Carrera         | Carrera         | 2008 | 2009 | 2010  | 2011 | 2012 | 2013 | 2014  | 2015  | 2016  | 2017  | 2018  | 2019  | 2020  | 2021  | 2022  | 2023 | 2024 |
| --------------- | --------------- | ---- | ---- | ----- | ---- | ---- | ---- | ----- | ----- | ----- | ----- | ----- | ----- | ----- | ----- | ----- | ---- | ---- |
|                 | Giro de Italia  | —    | —    | —     | —    | —    | —    | —     | —     | —     | —     | —     | 132.º | 128.º | —     | 136.º | —    | —    |
|                 | Tour de Francia | —    | —    | —     | —    | —    | —    | —     | 149.º | 165.º | F. c. | 144.º | —     | —     | F. c. | —     | Ab.  | —    |
|                 | Vuelta a España | —    | —    | 149.º | —    | —    | —    | 150.º | —     | —     | —     | —     | —     | —     | Ab.   | —     | —    | —    |
| Mundial en Ruta | Mundial en Ruta | —    | —    | —     | —    | —    | —    | —     | —     | 11.º  | —     | —     | —     | —     | —     | —     | —    | —    |

—: no participa

F. c.: descalificado por "fuera de control"

Ab.: abandono

## Equipos
- Liquigas (2008[2] -2011)
  - Liquigas (2008[2]-2009)
  - Liquigas-Doimo (2010)
  - Liquigas-Cannondale (2011)
- Astana Pro Team (2012-2014)
- Team Katusha (2015-2016)
- FDJ (2017-2022)
  - FDJ (2017-2018)
  - Groupama-FDJ (2018-2022)
- Lotto Dstny (2023-2024)